# Lista över fornlämningar i Falköpings kommun (Tiarp)
Lista över fornlämningar i Falköpings kommun (Tiarp) är en förteckning av ett urval av de fornlämningar som finns i Tiarp i Falköpings kommun.
| Namn       | Lämningstyp      | Tillkomsttid | Historisk indelning  | Plats | Läge                 | ID-nr          | Bild                                 |
| ---------- | ---------------- | ------------ | -------------------- | ----- | -------------------- | -------------- | ------------------------------------ |
| Tiarp 1:1  | Begravningsplats |              | Tiarp, Västergötland |       | 58.214697, 13.705992 | 10205600010001 | Ladda upp en bild av detta fornminne |
| Tiarp 1:2  | Kyrka/kapell     |              | Tiarp, Västergötland |       | 58.214746, 13.706054 | 10205600010002 | Ladda upp en bild av detta fornminne |
| Tiarp 3:1  | Stenkammargrav   |              | Tiarp, Västergötland |       | 58.209622, 13.696379 | 10205600030001 | Ladda upp en bild av detta fornminne |
| Tiarp 4:1  | Stensättning     |              | Tiarp, Västergötland |       | 58.211457, 13.706552 | 10205600040001 | Ladda upp en bild av detta fornminne |
| Tiarp 5:1  | Hög              |              | Tiarp, Västergötland |       | 58.210643, 13.708142 | 10205600050001 | Ladda upp en bild av detta fornminne |
| Tiarp 6:1  | Stenkammargrav   |              | Tiarp, Västergötland |       | 58.209931, 13.707876 | 10205600060001 | Ladda upp en bild av detta fornminne |
| Tiarp 7:1  | Stenkammargrav   |              | Tiarp, Västergötland |       | 58.208288, 13.707733 | 10205600070001 | Ladda upp en bild av detta fornminne |
| Tiarp 8:1  | Hög              |              | Tiarp, Västergötland |       | 58.206087, 13.710980 | 10205600080001 | Ladda upp en bild av detta fornminne |
| Tiarp 9:1  | Hög              |              | Tiarp, Västergötland |       | 58.204399, 13.708187 | 10205600090001 | Ladda upp en bild av detta fornminne |
| Tiarp 15:1 | Stensättning     |              | Tiarp, Västergötland |       | 58.207516, 13.736875 | 10205600150001 | Ladda upp en bild av detta fornminne |
| Tiarp 17:2 | Kyrka/kapell     |              | Tiarp, Västergötland |       | 58.203779, 13.737567 | 10205600170002 | Ladda upp en bild av detta fornminne |
| Tiarp 18:1 | Stensättning     |              | Tiarp, Västergötland |       | 58.197735, 13.727261 | 10205600180001 | Ladda upp en bild av detta fornminne |
| Tiarp 19:1 | Stenkammargrav   |              | Tiarp, Västergötland |       | 58.197005, 13.727586 | 10205600190001 | Ladda upp en bild av detta fornminne |
| Tiarp 21:1 | Stenkrets        |              | Tiarp, Västergötland |       | 58.195386, 13.727145 | 10205600210001 | Ladda upp en bild av detta fornminne |
| Tiarp 22:1 | Hög              |              | Tiarp, Västergötland |       | 58.193564, 13.723627 | 10205600220001 | Ladda upp en bild av detta fornminne |
| Tiarp 23:1 | Hög              |              | Tiarp, Västergötland |       | 58.192975, 13.722551 | 10205600230001 | Ladda upp en bild av detta fornminne |
| Tiarp 24:1 | Stenkammargrav   |              | Tiarp, Västergötland |       | 58.193104, 13.717242 | 10205600240001 | Ladda upp en bild av detta fornminne |
| Tiarp 25:1 | Stenkammargrav   |              | Tiarp, Västergötland |       | 58.191233, 13.721371 | 10205600250001 | Ladda upp en bild av detta fornminne |
| Tiarp 26:1 | Stenkammargrav   |              | Tiarp, Västergötland |       | 58.193203, 13.724679 | 10205600260001 | Ladda upp en bild av detta fornminne |